# Miek van Geenhuizen
Marianne ("Miek") Antoinette van Geenhuizen  (ur. 17 grudnia 1981 w Eindhoven) – holenderska hokeistka na trawie. Dwukrotna medalistka olimpijska.
Występuje w pomocy. W reprezentacji Holandii rozegrała ponad 150 spotkań. Brała udział w dwóch igrzyskach (IO 04, IO 08), na obu zdobywała medale: srebro w 2004 i złoto cztery lata później. Z kadrą brała udział m.in. w mistrzostwach świata w 2002 (srebro) i 2006 (tytuł mistrzowski) oraz kilku turniejach Champions Trophy (zwycięstwo w 2004, 2005, 2007) i mistrzostw Europy.